# Mitsubishi L300
Der Mitsubishi L300 ist ein Kleintransporter, der von 1980 bis 1998 von Mitsubishi in Europa angeboten wurde. Hierbei handelte es sich um den Mitsubishi Delica II. 1998 wurde die 2. Generation durch den Mitsubishi L400 ersetzt, der wiederum der 4. Generation des Mitsubishi Delica entsprach.

## L300 (L0 1980–1986) Pritschenwagen (L0 1983–1994)
1980 wurde der L300 in Deutschland vorgestellt und entwickelte sich laut Hersteller zum erfolgreichsten Importmodell seiner Klasse. Im Gegensatz zum damals in Deutschland dominierenden VW-Bus, dem Ford Transit und dem in Ostdeutschland verbreiteten Barkas B 1000 war er deutlich kleiner und hatte einen Leiterrahmen, an Doppelquerlenkern einzeln aufgehängte Vorderräder mit Schraubenfedern und Stabilisator, eine angetriebene starre Hinterachse mit Längsblattfedern und einen für damalige Verhältnisse modernen wassergekühlten Mittelmotor. Es gab ihn als Kleinbus mit zwei Schiebetüren oder als Kastenwagen, auch mit 2 Schiebetüren, Heckklappe und 3 Vordersitzen.
Innovativ war der Umstand, dass trotz der geringen Fahrzeuglänge im Bus bis zu 9 Personen Platz fanden. Nach Umklappen der hinteren Sitzreihe vergrößerte sich der Laderaum auf 2,3 m³ und bei nur noch einer Sitzreihe auf 4,1 m³.
Der Motor war zwar unter dem mittleren Vordersitz, aber noch vor der Vorderachse angeordnet und war somit ein Mittelmotor. Es handelte sich um den OHC-Motor mit 1597-cm³ Hubraum, der auch im Mitsubishi Lancer angeboten wurde. Er leistete im L300 48 kW (65 PS) bei 5000/min und erreichte 117 Nm bei 3000/min. Dazu gab es einen Fallstrom-Registervergaser und eine kontaktgesteuerte Transistorzündung. Mit diesem Motor ließ sich laut Herstellerangabe ein Kraftstoffverbrauch von unter 10 l/100 km erreichen.
Ab März 1983 bot Mitsubishi auch einen L300 mit Allradantrieb auf dem Chassis des Mitsubishi Pajero an. Ebenfalls neu war ein 1,8-Liter-Ottomotor mit 60 kW (82 PS).
Ein 3-sitziger Pritschenwagen sowie ein Fahrgestell für Aufbauten mit einem 1,6-l-Ottomotor mit 51 kW (70 PS) kam im April 1983 auf den Markt.
Erstmals gab es auch einen 2,3-Liter-Dieselmotor mit 50 kW (68 PS) für den Bus, der ab September 1983 auch im Kastenwagen verfügbar war. Ab November 1984 stand auch der 70-PS-Ottomotor des Pritschenwagens zur Wahl.
Der Import des Kastenwagens endete im Oktober 1986.
Im November 1986 folgte der erste Motor mit Katalysator, mit 2,0 Liter Hubraum und 65 kW (88 PS), der zusammen mit dem 1,6 Liter großen und 51 kW (70 PS) starken Ottomotor die einzig noch verfügbare Variante bis zum Importende des Busses im Februar 1987 war.
Der Pritschenwagen und das Fahrgestell wurde gleichzeitig mit 2,5-Liter-Dieselmotor und 51 kW (69 PS) lieferbar und wurde bis April 1994 verkauft.

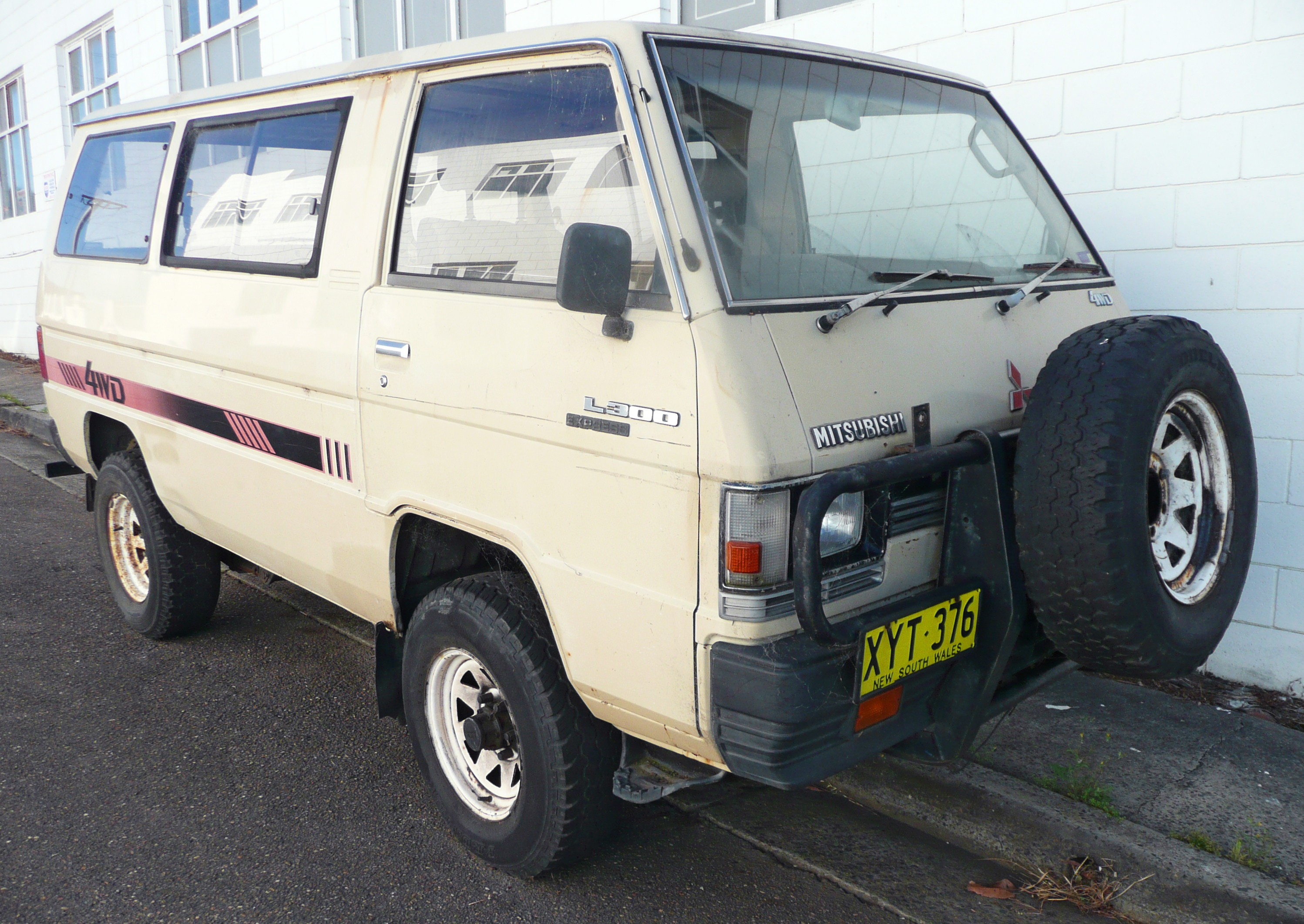
L300 Allrad
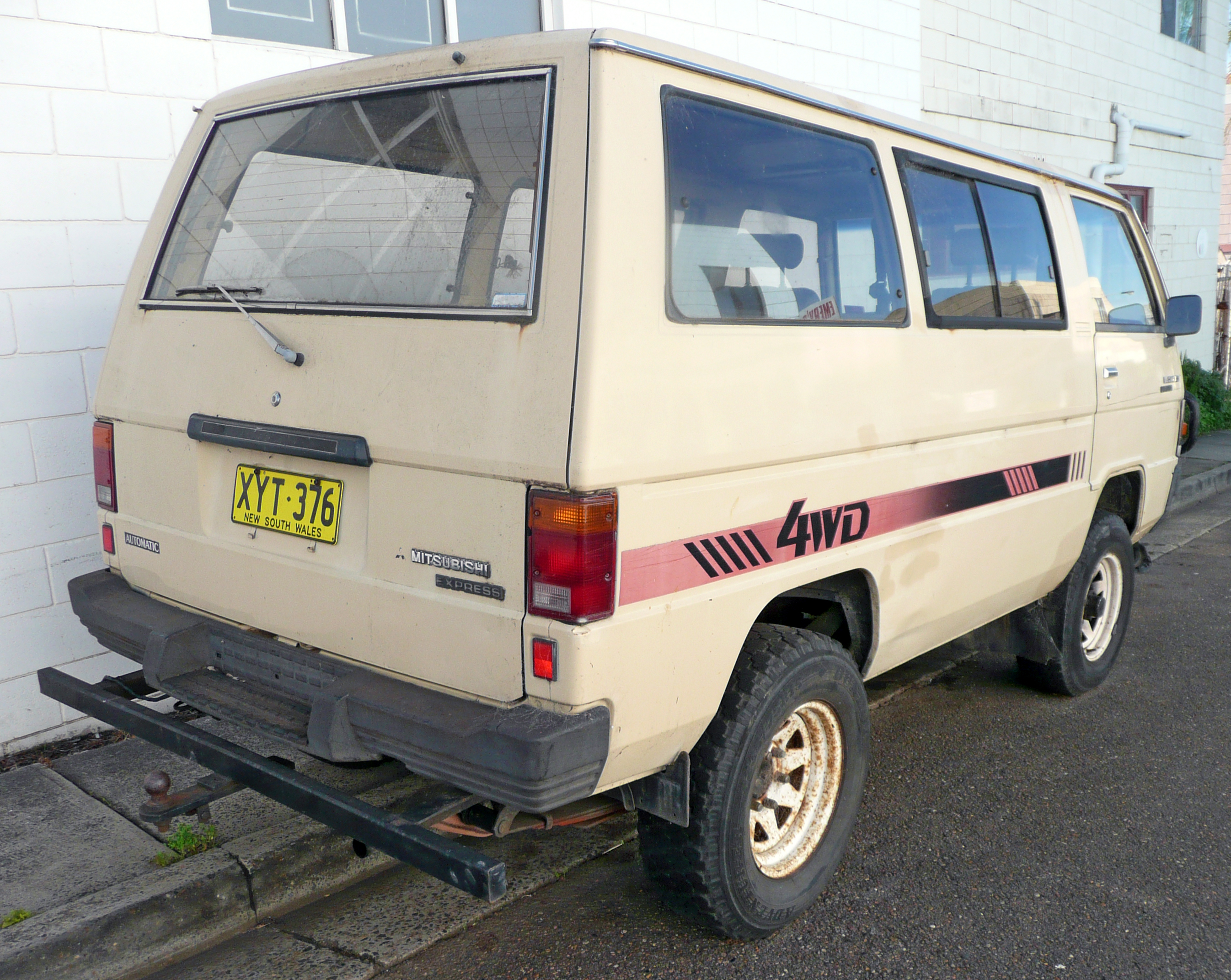
Heckansicht
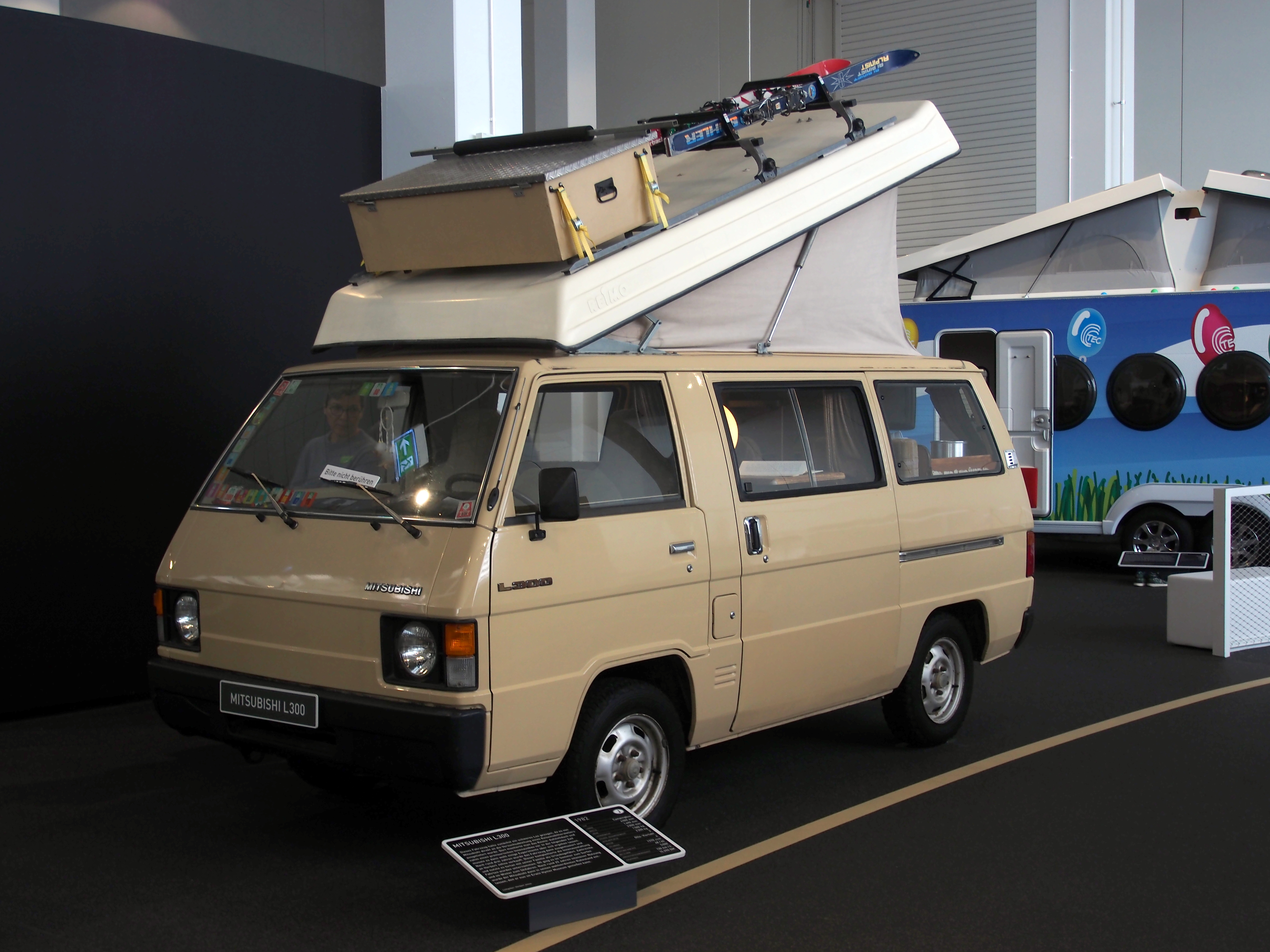
L300 mit aufklappbarem Dach
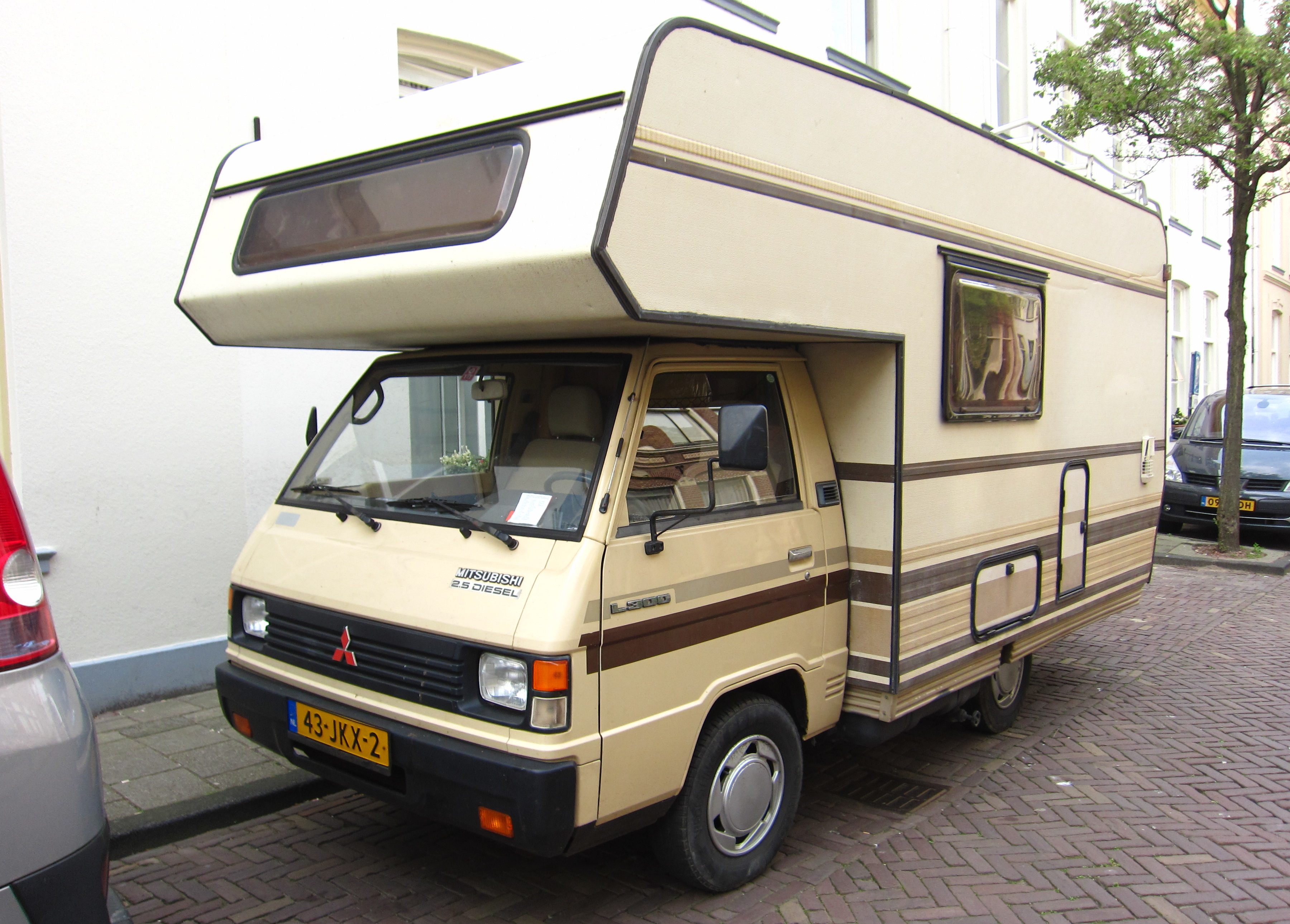
L300 Wohnmobil (Facelift)
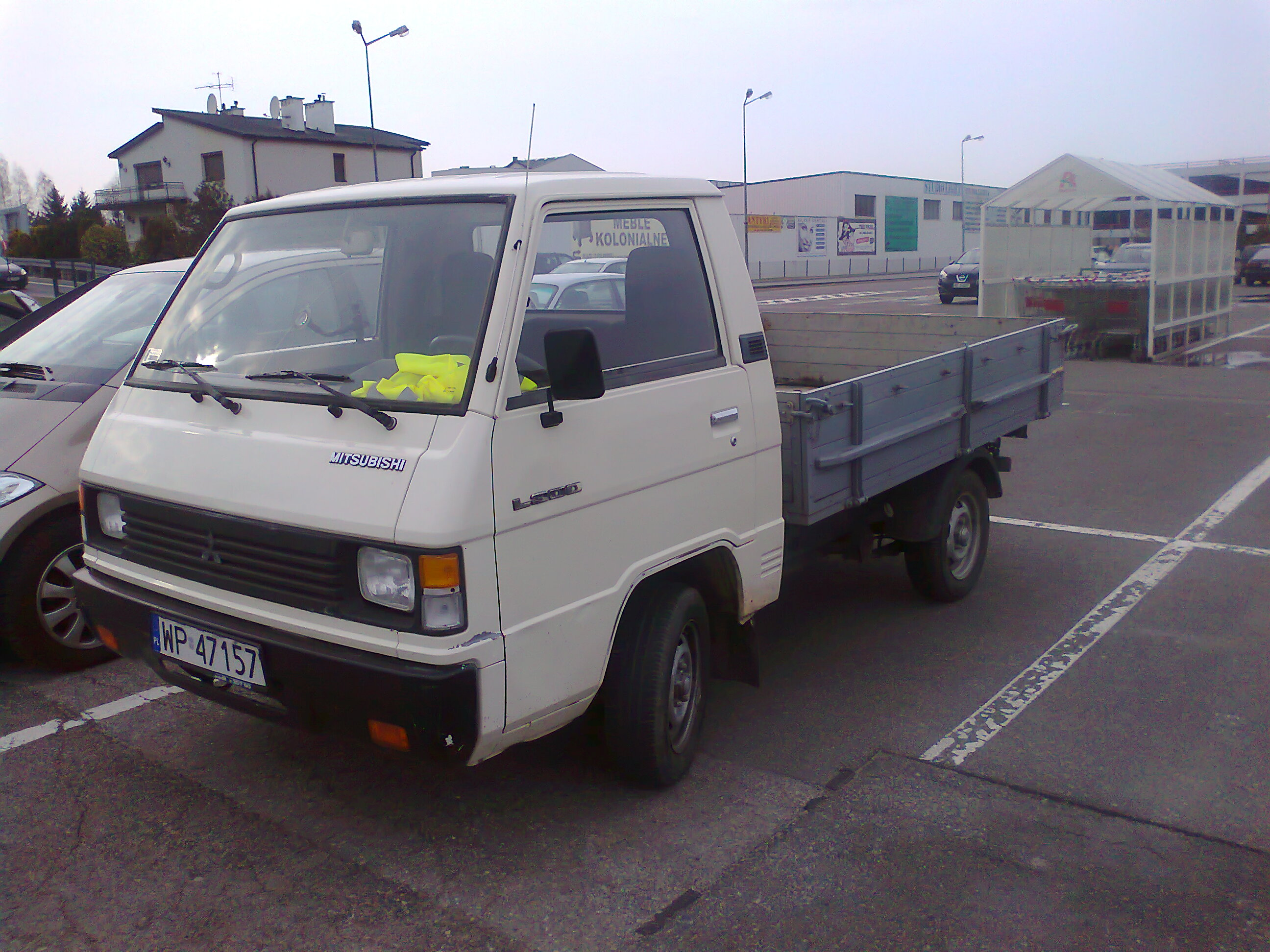
L300 Pritsche

## L300 II (P0 1987–1998) Pritschenwagen (P0 1994–1999)
Im Februar 1987 startete eine neue Generation in Deutschland, die dem Mitsubishi Delica III entsprach.
Das Chassis entsprach dem des Vorgängers, während die Karosserie und der Innenraum neu waren. Außerdem war der Rostschutz gründlich verbessert worden, der beim ersten Modell mangelhaft gewesen war. Auch der Kastenwagen/Kombi war neu und nun auch in einer Version mit längerem Radstand und auch mit Hochdach erhältlich.
Standard des L300 II war die Kleinbusversion mit neun Sitzplätzen verteilt auf drei Sitzreihen. Der Fahrersitz war als Einzelsitz gestaltet. In dieser Ausführung hatte der L300 Lenkradschaltung, während bei 2 Einzelsitzplätzen vorne der Schalthebel neben dem Fahrersitz platziert war. Als Variante mit Allradantrieb hatte der L300 acht und in der Kombiversion bis zu sechs Sitzplätze.
Es gab viele technische Neuerungen und auch fast ausnahmslos neue Motoren.
Außer dem 1,6-Liter mit nun 51 kW (69 PS) und dem 2,0-Liter mit Katalysator und 64 kW (87 PS) war der 2,0-Liter-Ottomotor mit 66 kW (90 PS) oder 83 kW (113 PS) sowie ein 2,4-Liter-Ottomotor mit 80 kW (109 PS) erhältlich.
Der Dieselmotor, bereits vom Pritschenwagen bekannt, war im Hubraum auf 2,5 Liter gewachsen und leistete nun 51 kW (69 PS, später 70 PS). Im Kastenwagen/Kombi gab es jedoch außer dem Dieselmotor nur die 1,6- und 2,0-Liter-Ottomotoren mit Katalysator. Der Pritschenwagen/Fahrgestell des Vorgängermodells war weiterhin mit dem 1,6-Liter-Ottomotor sowie dem Dieselmotor erhältlich.
Ab 1988 gab es für den Kleinbus den Dieselmotor auch mit Turbolader aus dem Mitsubishi Pajero mit 64 kW (87 PS).
1990 erhielt der 2,4-Liter-Ottomotor eine Überarbeitung mit nun 82 kW (112 PS) und Katalysator. Die 90-PS-Variante des 2,0-Liter-Ottomotors hatte nun ebenfalls Katalysator und leistete 65 kW (88 PS) mit Allradantrieb.
Beim Kastenwagen/Kombi blieb die Leistung bei 64 kW (87 PS).
1990 erschien der L300 Luxusbus. Hierbei handelte es sich um einen 7-sitzigen Bus mit serienmäßigem Panoramadach, variabel einstellbaren Sitzen im Fahrgastraum, elektrischen Fensterhebern, Zentralverriegelung, Zusatzheizung im Fond, elektrischen Rollos im Fahrgastbereich, Aluminiumrädern, Servolenkung, anderen Scheinwerfern nebst anders gestalteter Front und vielem mehr zum Startpreis von 31.500 DM für die 90-PS-Variante mit Ottomotor.
Ab 1991 war auch der Kastenwagen/Kombi mit dem 2,5-Liter-Dieselmotor mit Turbolader verfügbar. 1994 fiel der 1,6-Liter-Ottomotor aus dem Programm und der Kastenwagen war in Kombination mit Allradantrieb nur noch mit dem Dieselmotor erhältlich.
Ab Juli 1994 wurde der neue Pritschenwagen/Fahrgestell mit einem 2,0-Liter-Ottomotor mit 85 kW (116 PS) mit Katalysator eingeführt. Ab November war dieser auch mit dem Turbodieselmotor erhältlich.
Ab Juli 1996 ersetzte der Ottomotor des Pritschenwagens in einer Leistung von 83 kW (113 PS) mit Katalysator den bisherigen gleichstarken Motor ohne Katalysator.
Im Sommer 1998 endete der Import der L300-Busversionen. Der Kastenwagen/Kombi wurde noch bis zum Erscheinen des Nachfolgers Mitsubishi L400 im Herbst 1998 importiert. Der Pritschenwagen wurde noch bis Sommer 1999 importiert und blieb ohne Nachfolger.
Wegen der einfachen und robusten Leiterrahmenkonstruktion, dem verfügbaren geländegängigen Allradantrieb und dem vergleichbar günstigen Preis wurde der L300 vor allem in bergigen Gegenden als Einsatzleitwagen und Mannschaftstransportfahrzeug von Feuerwehr und Technischem Hilfswerk (THW) genutzt. Obwohl zu dieser Zeit der Einsatz von Kleinbussen als Leichenwagen in Deutschland noch nicht sehr verbreitet war, wurde das Modell von einschlägigen Karosseriebauern wie Rappold oder Stolle oft als Basis für die 2-Sarg-Ausführung genommen.

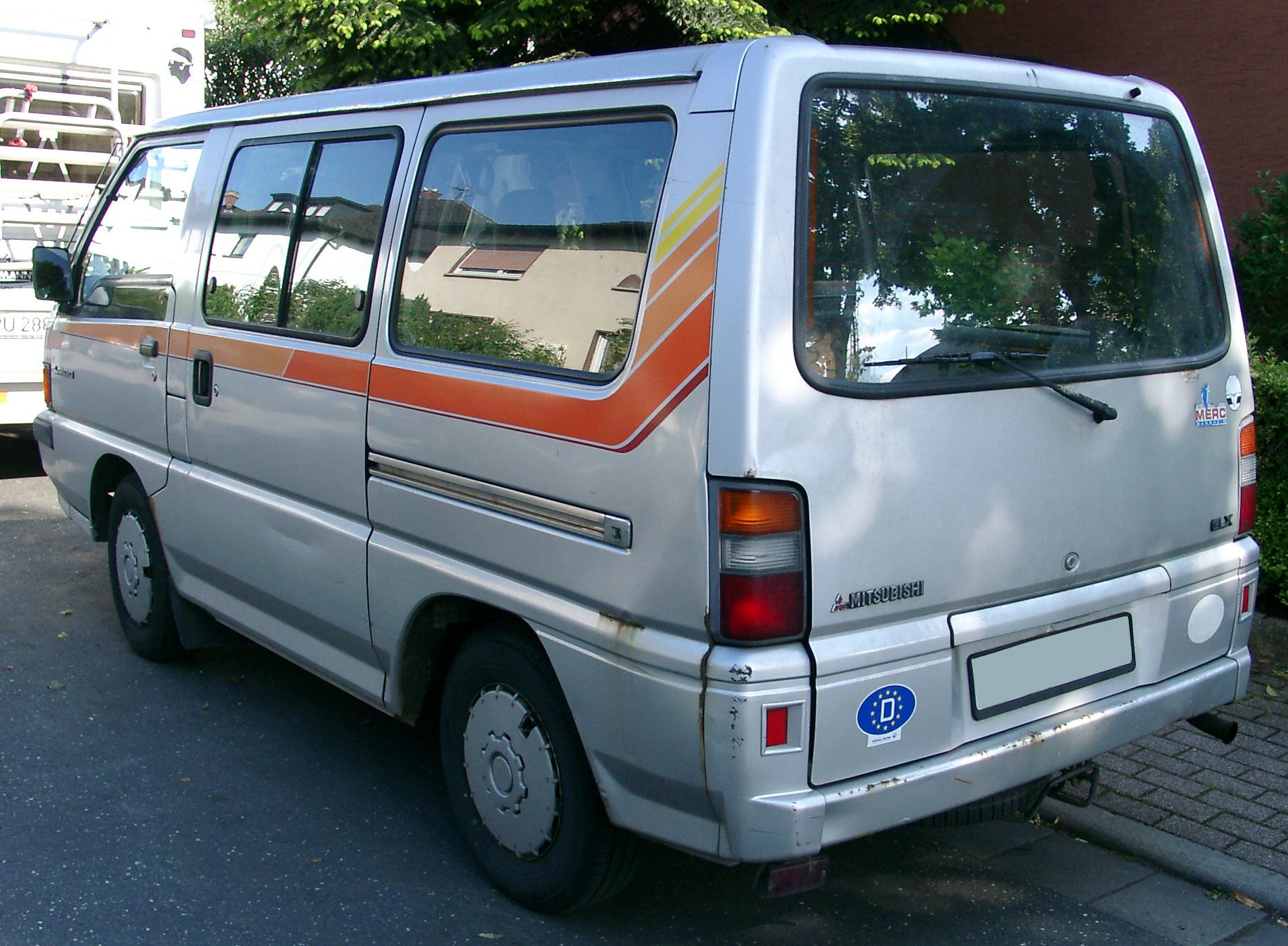
Heckansicht
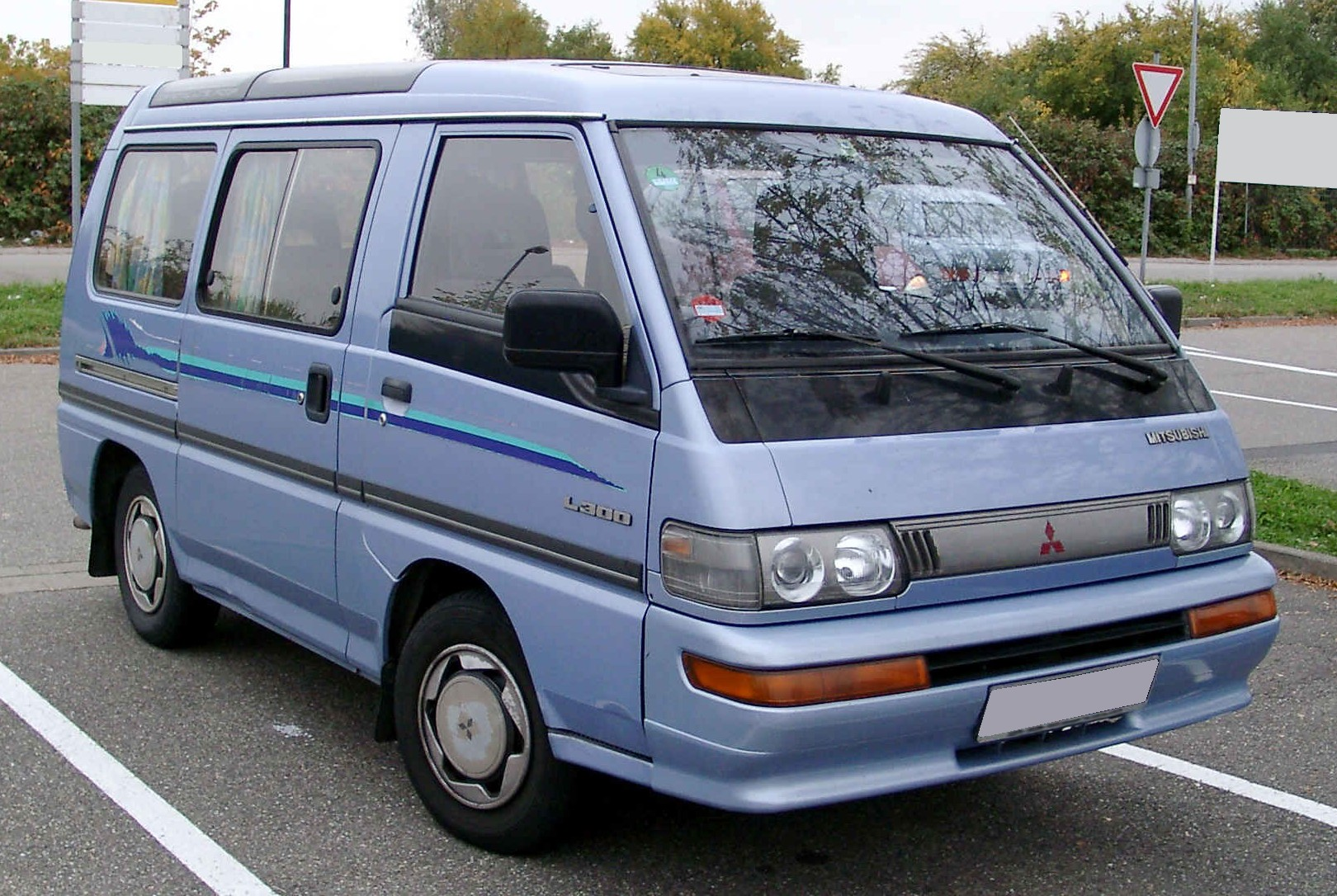
L300 Luxusbus mit Crystal-Lite-Roof (Panoramadach)
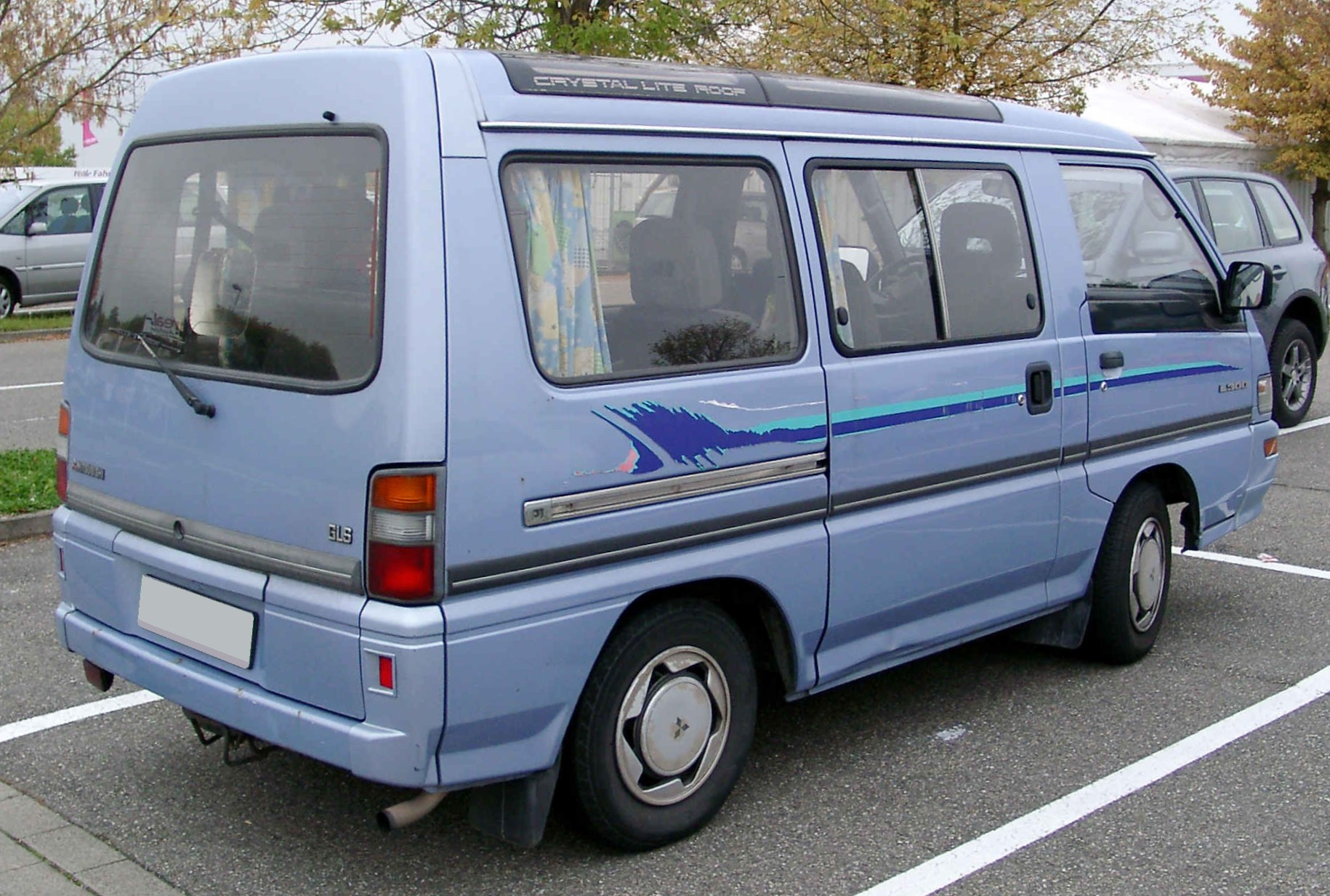
Heckansicht
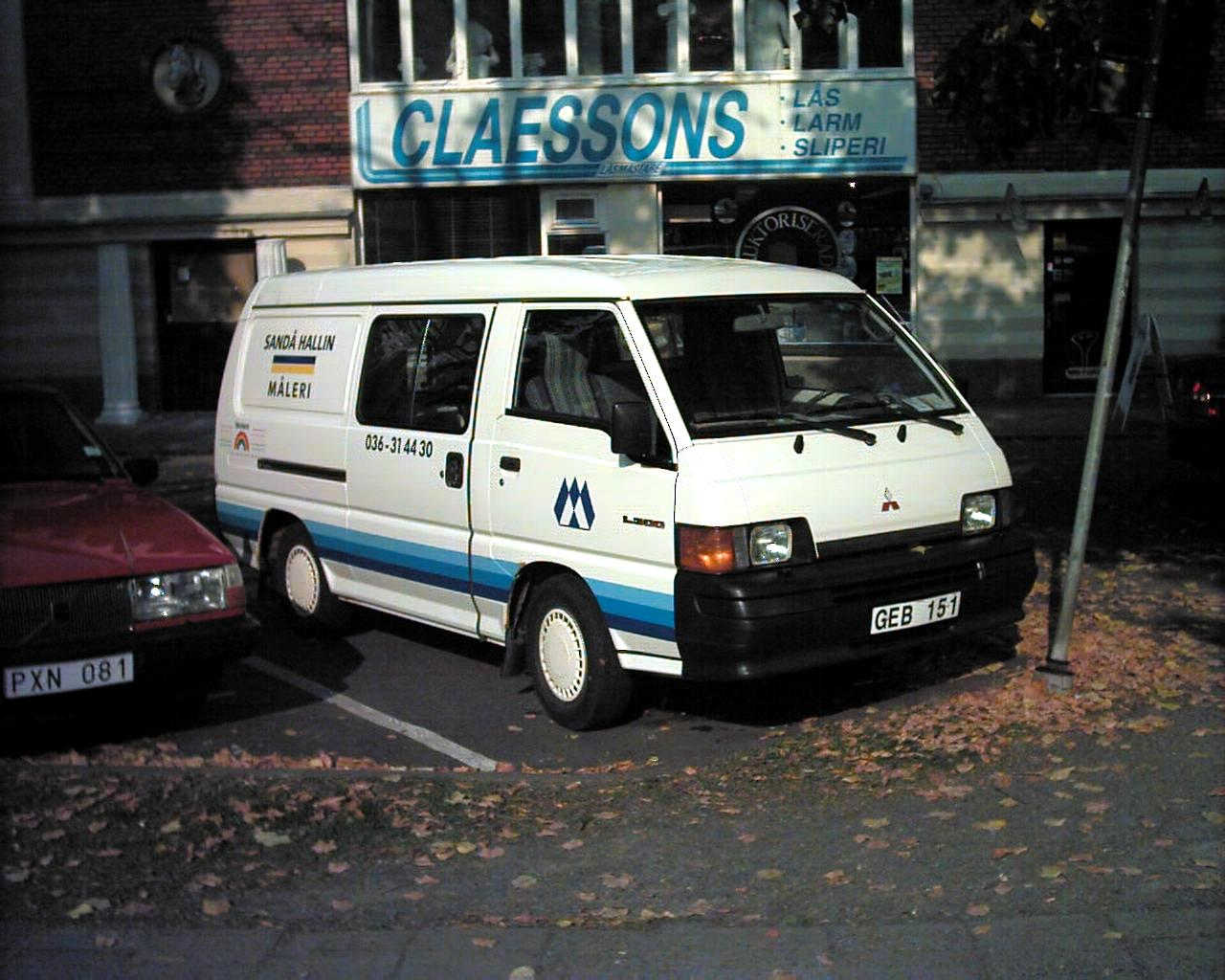
L300 Kastenwagen lang
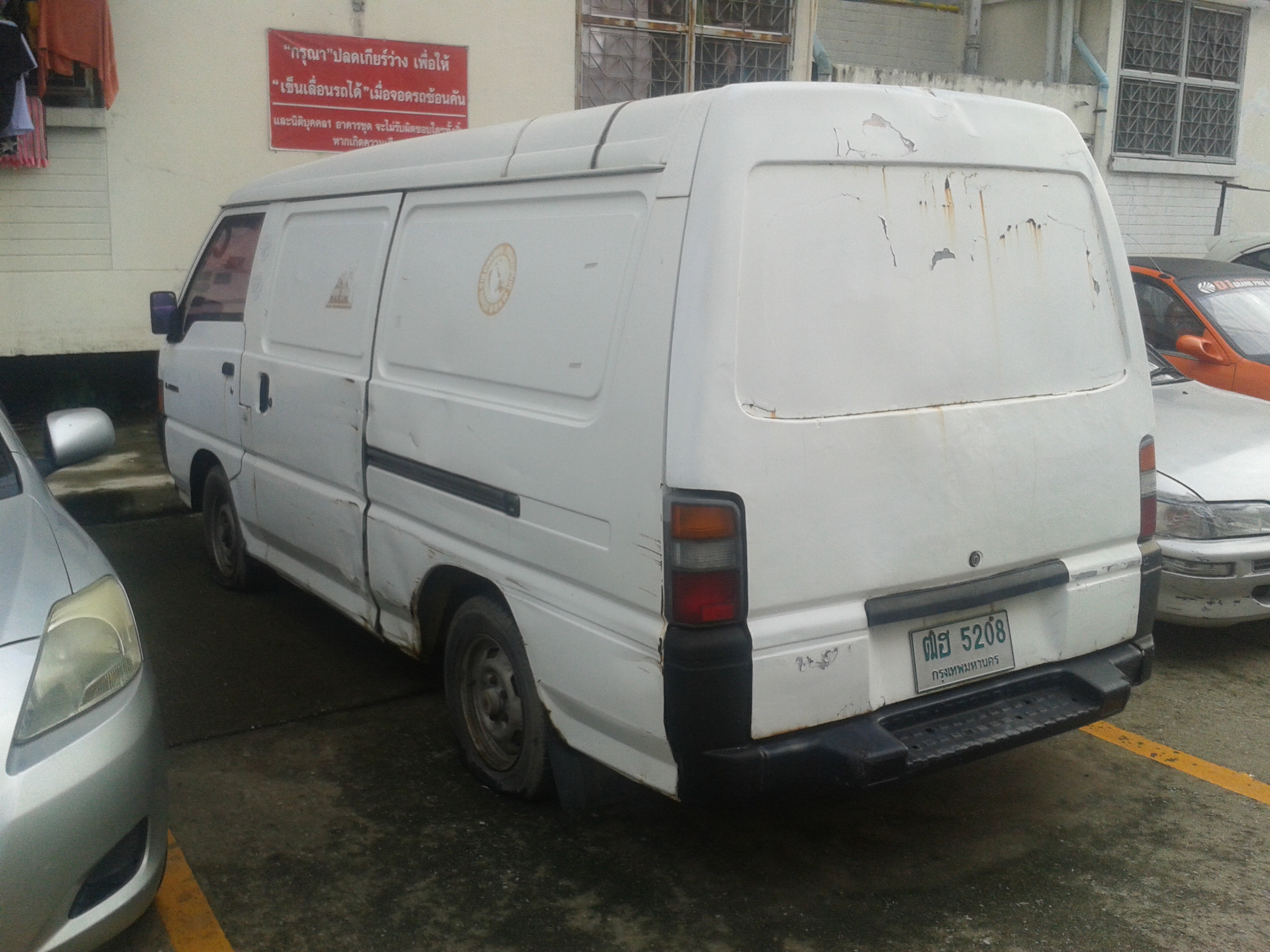
Heckansicht
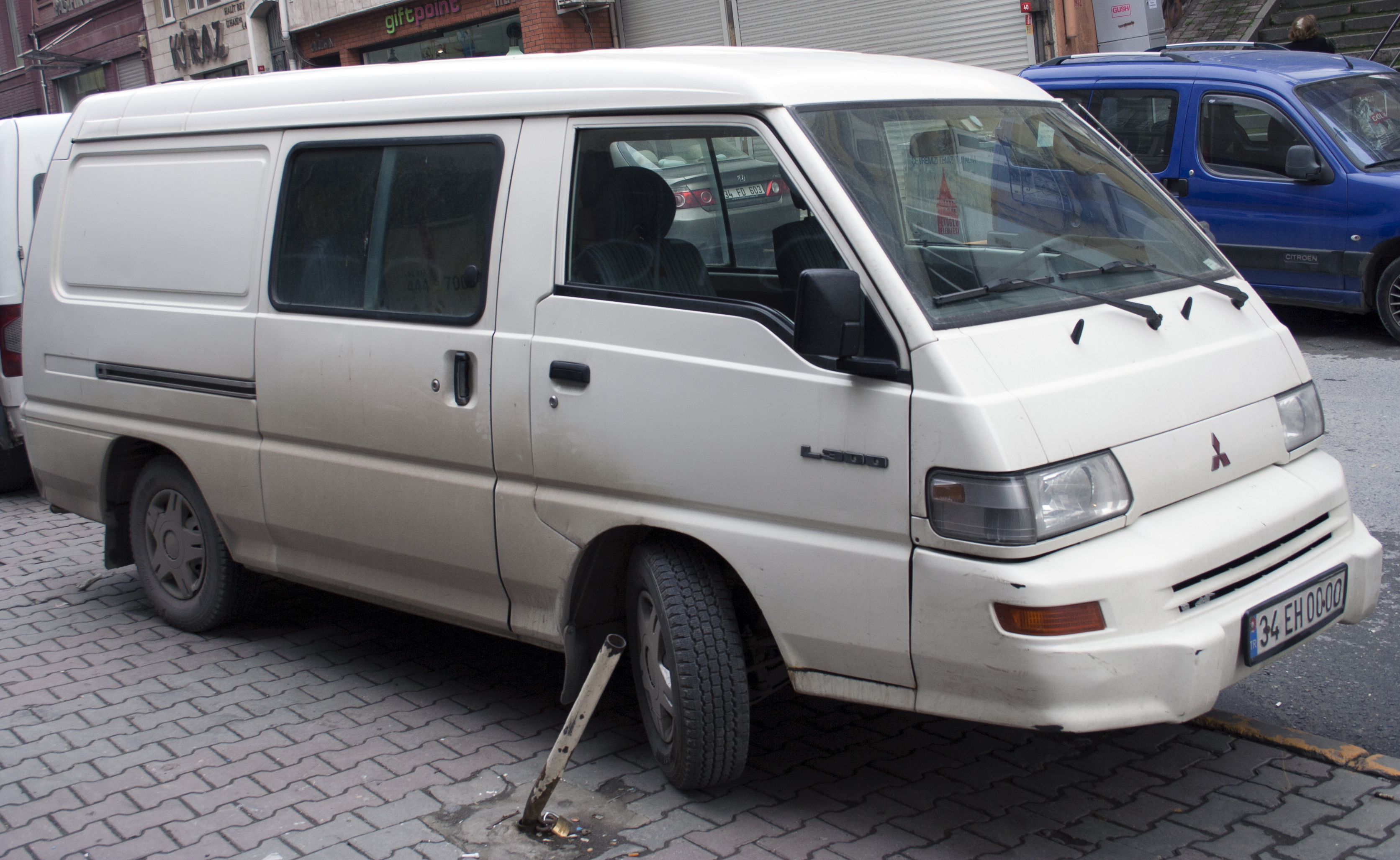
Späterer L300 Kastenwagen
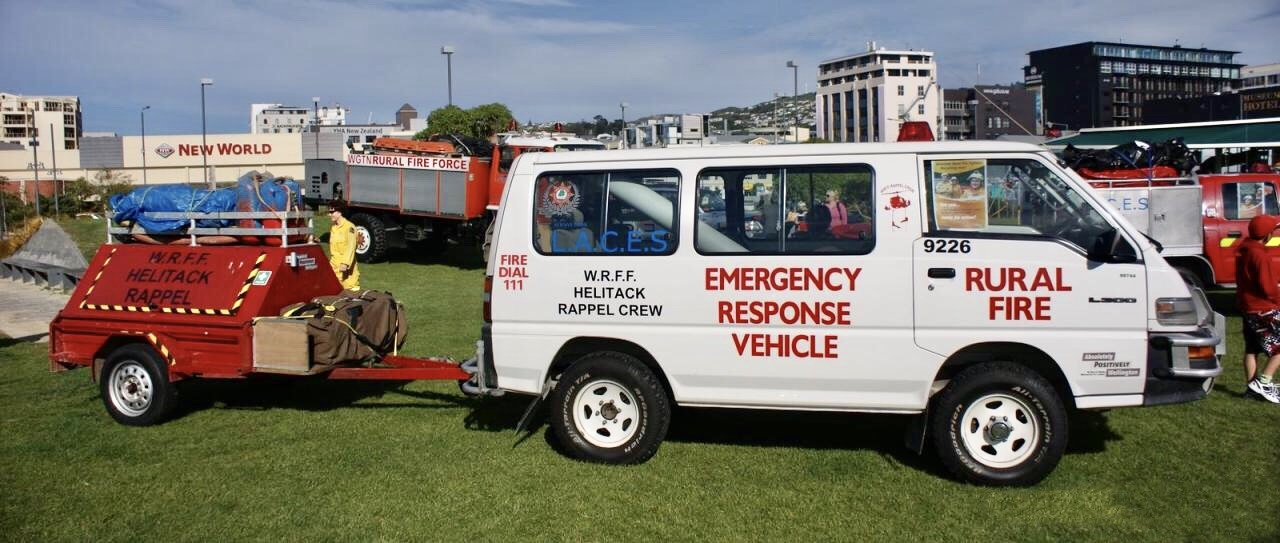
L300 Allrad
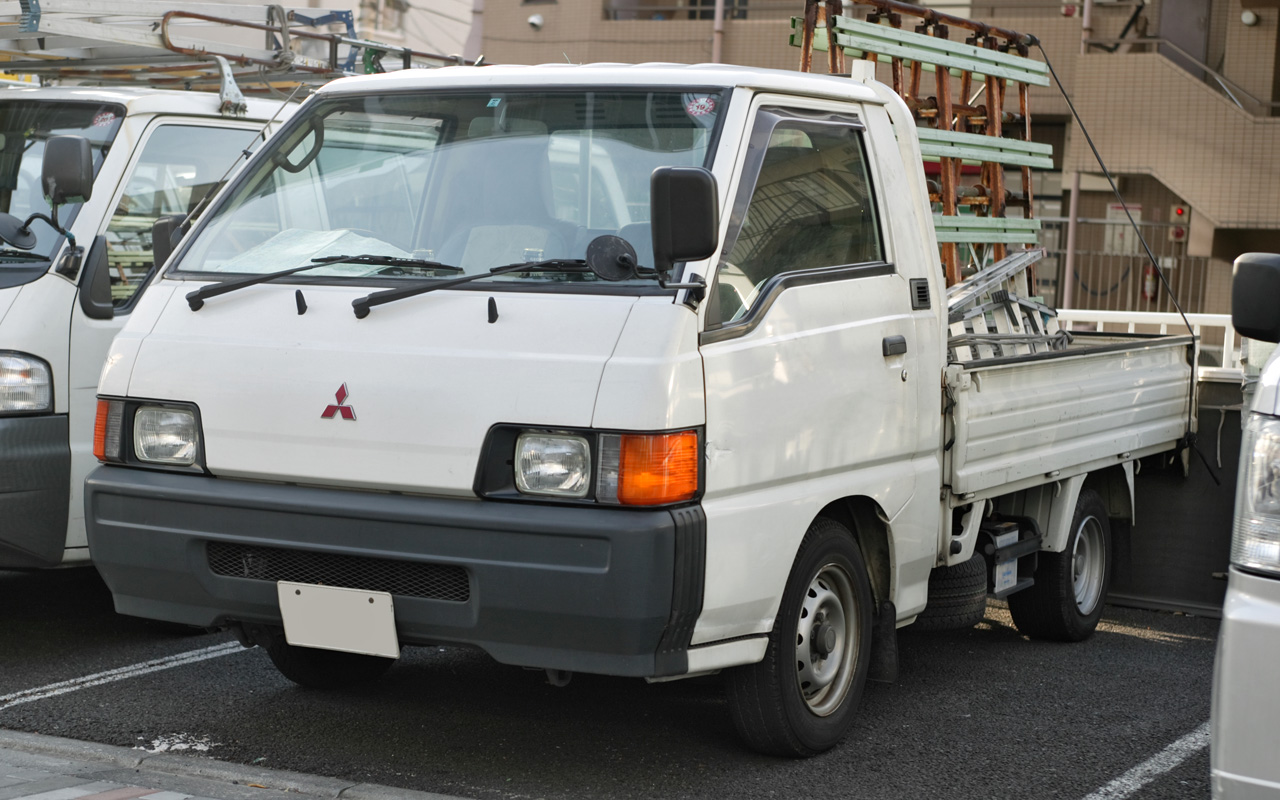
L300 Pritschenwagen
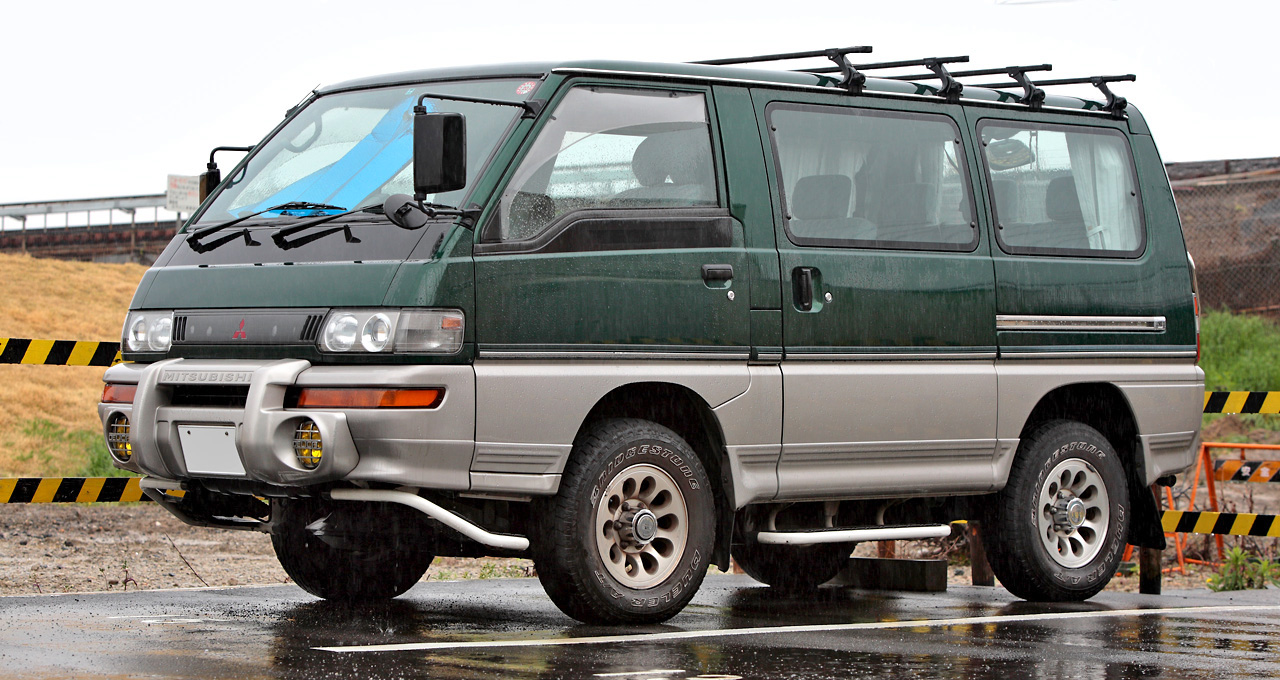
Mitsubishi Delica Star Wagon (Japan)